# Дубченко, Евгений Григорьевич
Евгений Григорьевич Дубченко (20 августа 1933 — 16 июля 2012) — советский и российский железнодорожный управленец и инженер, 8-й начальник Московского метрополитена (1986—1995).

## Биография
Евгений Дубченко получил высшее образование в Институте инженеров железнодорожного транспорта в Ростове-на-Дону. Трудовую карьеру начал с должности помощника машиниста тепловоза.
В 1986 году сменил Юрия Сенюшкина на посту начальника Московского метрополитена. При Дубченко значительно вырос пассажиропоток, было введено в эксплуатацию 24 новые станции, проложено 31,2 км путей. Одиннадцать станций сменили свои названия. 30 и 31 марта 1994 года на Серпуховско-Тимирязевской линии произошли три столкновения поездов, пострадали 23 человека. Мэр Юрий Лужков вынес Дубченко строгий выговор за понижение качества обслуживания пассажиров. Через год после этого Дубченко был отправлен в отставку, а его должность занял Дмитрий Гаев.
После отставки и вплоть до 2008 года Евгений Дубченко оставался в структуре метрополитена на должности генерального директора Международной ассоциации «МЕТРО», занимаясь вопросами внедрения научно-технических разработок, реконструкции и модернизации технических средств метрополитенов стран СНГ.

## Награды
Евгений Дубченко за свою трудовую деятельность был неоднократно отмечен государственными и ведомственными наградами и званиями:
- Орден «Дружбы народов»;
- Медаль «За трудовую доблесть»;
- Знак «Почётный железнодорожник»;
- Знак «Почётный работник транспорта России»;
- Заслуженный работник транспорта РСФСР (1991)[7].